# Wilbur Schu
Wilbur Louis Schu (Louisville, 18 dicembre 1922 – Georgetown, 6 novembre 1980) è stato un cestista statunitense, professionista nella NBL.

## Carriera
Giocò per una stagione nella NBL, disputando 33 partite con 1,4 punti di media.

## Palmarès
- Campione NIT (1946)